# Амир Сайид Самарканди
Амир Сайид Шариф Рахим Самарканди (XVII—XVIII вв.) — персидский и среднеазиатский историк. Побывал во многих странах, владел несколькими языками. Под псевдонимом Рахим писал стихи на персидском языке. Есть предположения, что именно Самарканди переработал широко распространенный в Средней Азии генеалогический сборник «Тарих-и Сайид Рахим», написанный в 1680 году на персидском языке. В сборнике даётся хронология важнейших событий, даты рождения и смерти известных людей, битв и другое. Труд имеет важное значение для исследования истории Средней Азии и Казахстана.